# 无砟轨道

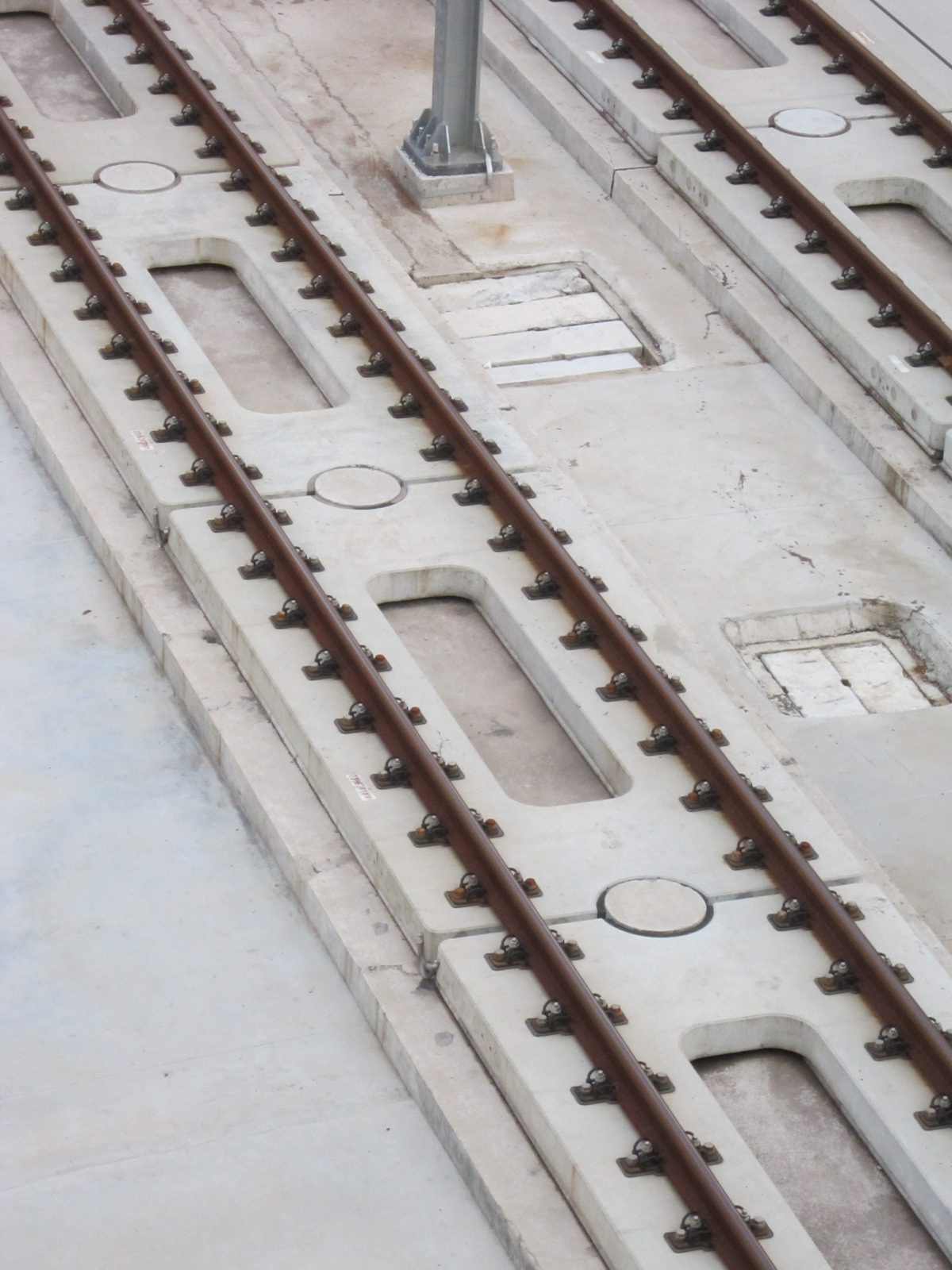
无砟轨道和轨道板

無道碴道床，又稱板式軌道、版式軌道、省力化軌道。其特色是改用剛性材料如混凝土、瀝青作穩定支撐，並輔以彈性材料彌補原有道碴功能，廣泛見於高速铁路、地鐵等鐵路建設。

## 道床結構
各國發展無道碴道床多年，可依鋼軌支撐介面分為連續型(埋入或鉗夾)與非連續型(扣件)。
非連續型可再依結構結合形式大致分為三種。

### 直接固定式
將鋼軌及相關扣件直接座落在道床上
- 整體式軌道床:直接澆築混凝土路基取代原有道碴，常用於非正線或道岔群位置，缺點是排水性不佳[5]。
- 平版式軌道床:將混凝土平板以預留鋼筋或連結釘與基礎結構結合，常用於橋面、隧道底版或仰拱，其結構體提供排水區。如台鐵苗南隧道[6]。
- 基座式軌道床:以長條縱向混凝土塊作為兩軌基座，留於軌道中心之間隙作為縱向排水路，適合在淨空斷面小的環境。如台北捷運大部分高架及隧道段、台鐵大肚溪橋（海線橋之西正線）、新港溪橋、濁水溪橋 (宜蘭線)[6]。

### 埋入式
將鋼軌及相關扣件座落在預鑄軌枕上，吊至定位後再澆築混凝土與基礎結構結合
- 木枕埋入式:澆築混凝土將木枕與道床結合，減振效果最佳但無法忽略腐蝕風險。
- 混凝土枕埋入式:澆築混凝土將混凝土枕與道床結合。如日本PC枕彈性直結式防振軌道（日语：弾性枕木直結軌道）[5]。
- 混凝土支承塊埋入式:澆築混凝土將兩塊混凝土(短枕)與道床結合，如法國stedef軌枕軌道、德國RHEDA軌道、LVT軌道[5]。

### 彈性支承墊
將鋼軌及相關扣件座落在預鑄軌道版，吊至現場再以彈性材襯於結構體間，達到吸音減振效果
- 日本版式軌道(J-slab（日语：スラブ軌道）):以半剛性的水泥瀝青砂漿(CA)做彈性材，軌道版間設有止動塊限制其位移。如台灣高鐵大部分高架段[7]、台鐵南港溪橋[6]
- 德國Bögl軌道:以CA沙漿做彈性材，軌道版及彈性材坐落在混凝土凹槽底座，前後以鋼筋連結，並在軌道版表面設計橫向裂隙控制受力方向，因此外觀像緊密排列的長條軌枕。
- 日本梯狀縱枕式軌道:以縱向混凝土軌枕和金屬聯桿垂直排列形成梯狀，搭配鋪設道碴、防振橡膠、CA砂漿或合成樹脂[5]。
- 浮動式道床(FST):以防振橡膠或鋼質彈簧套筒做為彈性材設於軌道版左右及底部。如台北捷運新蘆線隧道[8]。
- 奧地利版式軌道(Slab Track Austria):軌道版留有方形注入口，以利澆築不同剛性的自填混凝土(SCC)於彈性材與基礎結構間，兼具抗振與止動效果[9]。
- 中國CRTSIII軌道:承於奧地利版式軌道，自填混凝土改用於軌道版與彈性材間，並在彈性材與基礎結構間加強一層混凝土凹槽底座[10]。